# ポーランドの映画
ポーランドの映画（ポーランドのえいが、ポーランド語：Kinematografia polska）は、ポーランド国籍を持つ者またはポーランドの法人によって製作された映画で、ほとんどの場合、ポーランド人の映画スタッフと俳優で構成され、主にポーランド国内の映画館等で公開される映画を指す。
ポーランド映画はロシアに続いて東ヨーロッパ最大の映画製作国で、ヨーロッパ中ではイタリア、フランス、ドイツ、スウェーデンによく比較される。

## 歴史

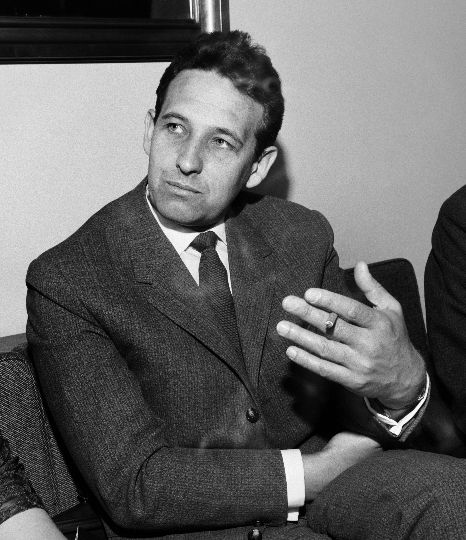
ポーランドを代表する映画監督アンジェイ・ワイダ。2000年にアカデミー名誉賞を受賞。

1899年、ポーランドの都市ウッチでポーランド最初の映画館が造られた。ポーランドで初めて映画は製作したのはカジマース・プロシンスキーで、彼はワルシャワで数々のドキュメンタリー映画を撮ったと言われる。ボレスワフ・マトゥチェスキーもポーランド映画の選択者で、リュミエール兄弟と組んだ。
20世紀の始まりには数々の短編映画が製作され、1920年には海外でも公開された。ポーランド出身の女優ポーラ・ネグリがドイツのサイレント映画に出演し、ヨーロッパ内で人気を得た。第二次世界大戦中に数々のポーランド人がイギリスで反ナチス映画『コーリング・ミスター・スミス』を1943年製作。
戦後、共産主義になったポーランドはアレクサンデル・フォルトがポーランド映画協会の部長となり、当時のポーランド映画産業を拡大した。1948年にウッチ映画大学を建築。ポーランドは長い間ドイツとロシアから抑圧され、戦争や悲惨をモチーフする映画も数々製作された。
1950年代からポーランド映画は新時代を渡り、国際的に拡大。主にポーランドを代表する映画監督アンジェイ・ワイダが、彼の映画『地下水道』、『灰とダイヤモンド』などで圧倒的な人気になり、ヨーロッパ最大映画国の一部になった。ポーランドは共産主義の時代でもソ連よりも検閲が少なく、社会批判をテーマした映画が多かった。1956年にポーランド人監督たちは監督グループポーランド派を結成。1960年代からロマン・ポランスキーやヴォイチェフ・イエジー・ハスなどの映画で、ポーランド映画は数々の新しいジャンルを産んだ。主にサラゴサの写本は当時ポーランドに珍しくシュレアリスムな映画で、国際的な人気を受けルイス・ブニュエルなどにも尊敬された。1960年代には数々のポーランド人映画監督がスウィンギング時代のイギリスで映画を製作した。
1980年代には連合や反共産主義の映画が増え、アンジェイ・ワイダの1981年映画鉄の男では連帯運動のリーダーレフ・ヴァウェンサがカメオ出演。クシシュトフ・キェシロフスキが製作したアンソロジー作品デカローグで新たな映画を産んだ。10本の1時間映画による社会批判なテーマをモチーフにした作品で数々の人気を得た。彼はその後フランスで映画を製作した。
2014年パヴェウ・パヴリコフスキの映画イーダでポーランドが初のアカデミー国際長編映画賞を受賞。 ポーランドは12回アカデミー国際長編映画賞にノミネートされた。

## 評価
ポーランドは20世紀から映画製作が盛んな国で、国際的に有名な映画の数も多い。ヨーロッパの中でも映画工業が大きい国で数々の国際映画祭で賞を受賞。主にポーランドを代表する映画監督アンジェイ・ワイダは2000年ポーランド人で初めてのアカデミー名誉賞を受賞。ポーランドの都市ウッチに数々の映画が製作され、ウッチには映画博物館や映画学校などもある。ウッチは"ハリウッチ"という称名があり、2017年からユネスコ創造都市に映画都市として登録された。2023年には映画センターがあるポーランドの港市グディニャも映画都市として登録された。ポーランドは1970年代からアニメ映画やシリーズの製作も盛んで主にボレクとロレクというテレビシリーズはポーランド中で大人気だった。ポーランド映画はウッチの他、クラクフ、ヴロツワフやグダニスクなどもロケ地としてよく使われてる。映画祭ではワルシャワ国際映画祭がポーランド最大で、その他にも数々が行われてる。

## 主なポーランド映画
- 世代
- 地下水道
- 灰とダイヤモンド
- 水の中のナイフ
- サラゴサの写本
- 約束の土地
- 鉄の男
- デカローグ
- 殺人に関する短いフィルム
- カティンの森
- アンナと過ごした4日間
- イーダ
- ゆれる人魚
- COLD WAR あの歌、2つの心
- 聖なる犯罪者
- EO イーオー

### ポーランド人が製作した国際映画
- 反撥
- ローズマリーの赤ちゃん
- 早春
- チャイナタウン
- ふたりのベロニカ
- トリコロール/青の愛
- 戦場のピアニスト

## 主なポーランド人監督
- アンジェイ・ワイダ
- ロマン・ポランスキー
- ヴォイチェフ・イエジー・ハス
- イエジー・スコリモフスキ
- クシシュトフ・キェシロフスキ
- パヴェウ・パヴリコフスキ

## 主な映画祭
- ワルシャワ国際映画祭
- クラクフ国際映画祭[6]
- グディニャ国際映画祭[7]
- ポズナン国際アニメ映画祭[8]
- ウッチ映画祭[9]